# Forteresse de Norske Løve
Norske Løve est le nom d’une forteresse du XIXe siècle construite de 1852 à 1859 pour protéger la base navale de Karljohansvern à Horten en Norvège.

## Vue d’ensemble
Norske Løve (littéralement, « lion norvégien ») est une référence au lion figurant sur les armoiries de la Norvège. Le fort est toujours une zone militaire, mais il n’est aujourd’hui utilisé que comme bâtiment administratif pour l’école de formation des officiers de marine norvégiens,.
Le fort a été construit par Baltazar Nicolai Garben. Le principal matériau de construction était le calcaire, renforcé de granit. La forteresse était équipée d’artillerie lourde sur plusieurs étages protégés par des casemates. Il a un fossé qui peut être rempli d’eau et était à l’origine équipé d’une enceinte circulaire avec 22 casemates ouvertes contenant chacune un canon de 3 tonnes. Le fort avait à l’origine un effectif de 500 hommes. Les casemates ouvertes ont été murées par les Allemands pendant la Seconde Guerre mondiale, mais sinon le fort est en grande partie resté dans sa forme originelle,

## Galerie

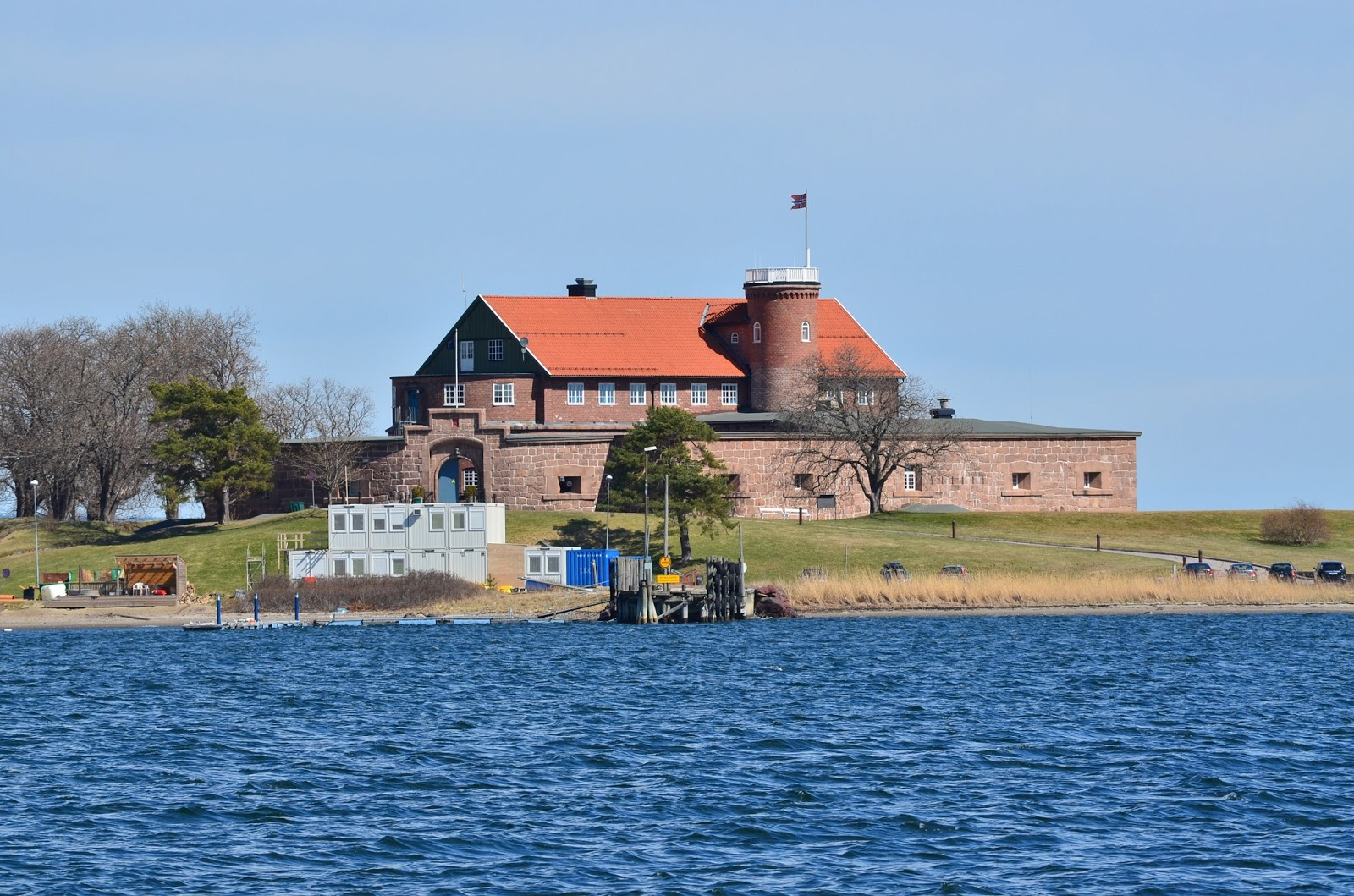
Norske Løve, la forteresse vue du sud
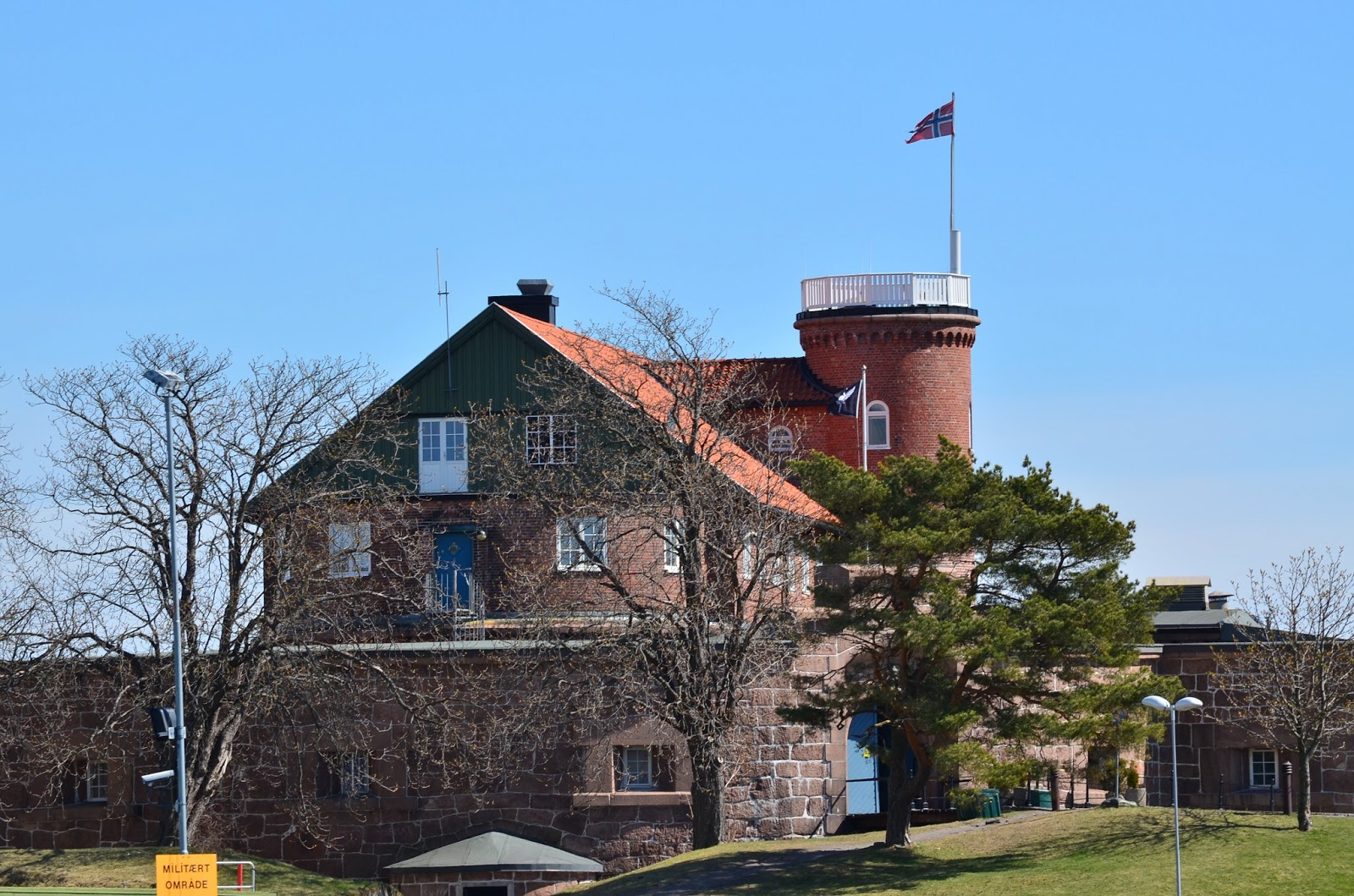
Norske Løve, partie sud-ouest de la forteresse
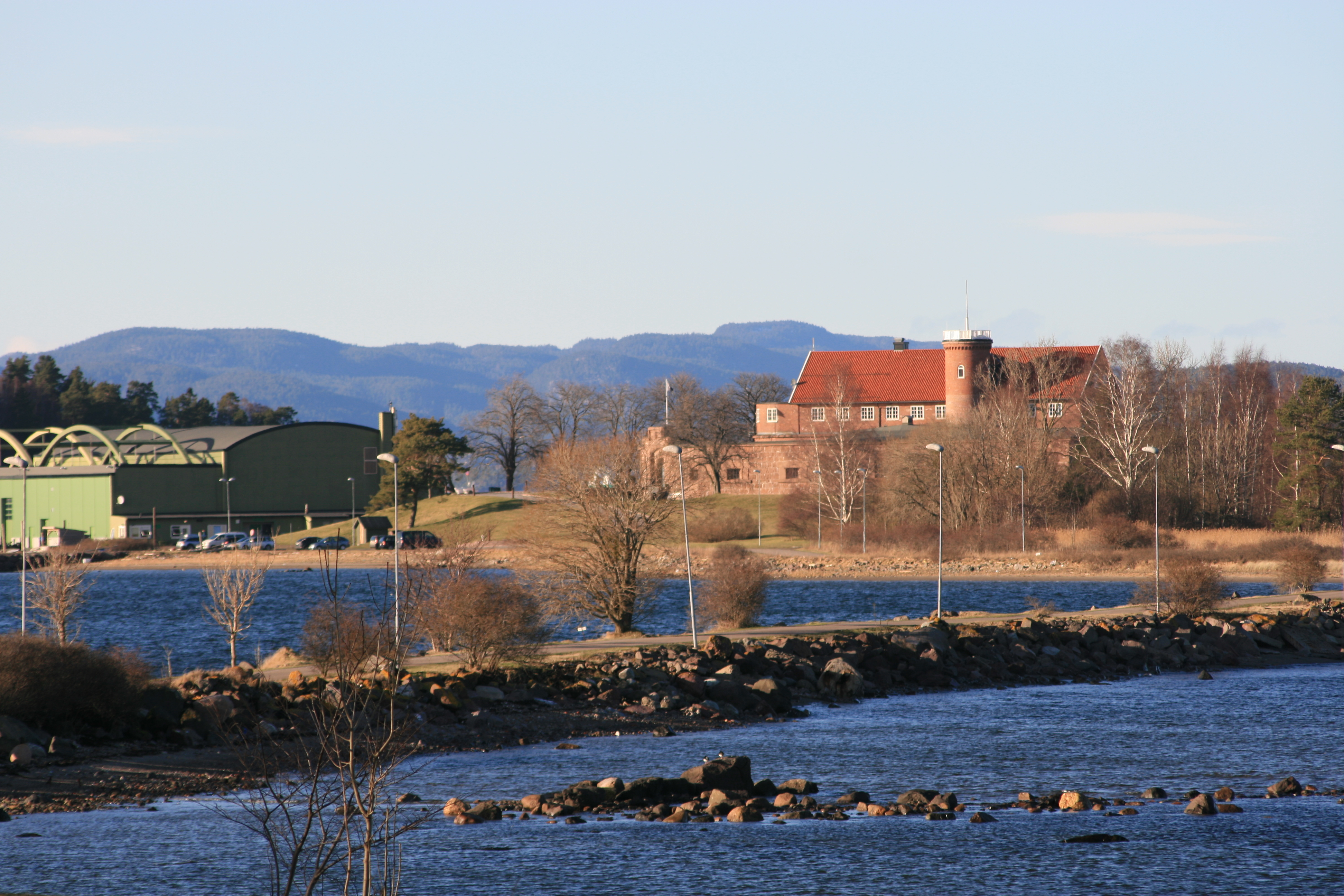
Norske Løve, forteresse sur Vealøs
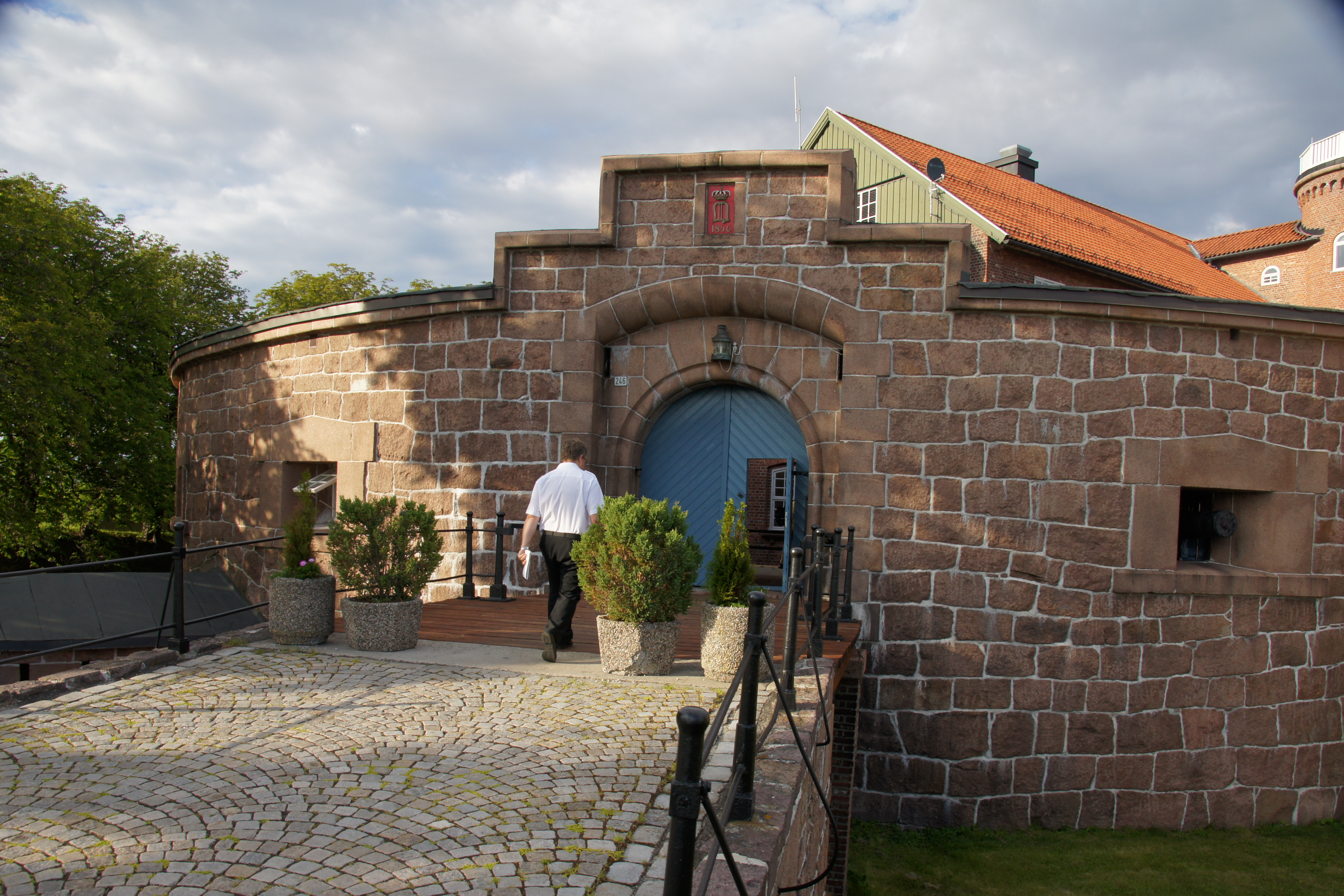
Norske Løve, passerelle
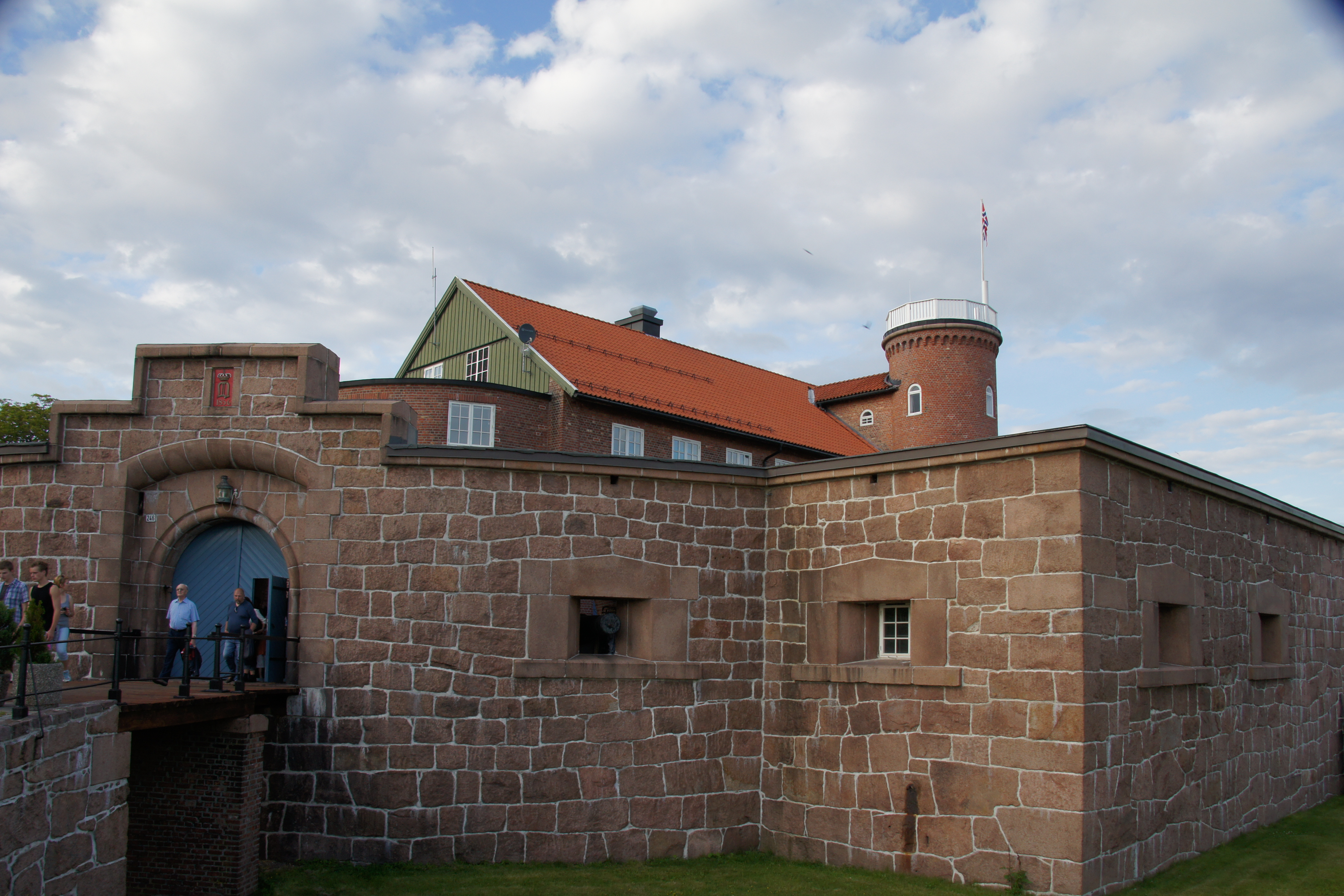
Norske Løve, mur extérieur et douves à l’entrée